# Chlorocichla prigoginei
Chlorocichla prigoginei е вид птица от семейство Pycnonotidae. Видът е застрашен от изчезване.

## Разпространение
Видът е разпространен в Демократична република Конго.